# Michaela Dorfmeister
Michaela Dorfmeister, född 25 mars 1973 i Wien, österrikisk utförsåkare.
Dorfmeister tog guld på de olympiska vinterspelen 2006 i störtlopp och Super-G. Hon har även vunnit 25 världscupsegrar.